# Palacio (manzana)
Palacio es el nombre de una variedad cultivar de manzano (Malus domestica). Esta manzana está cultivada en diversos viveros entre ellos algunos dedicados a conservación de árboles frutales en peligro de desaparición. La manzana 'Palacio' es originaria de Guipúzcoa, donde tuvo su mejor época de cultivo comercial en la década de 1960, y actualmente en menor medida aun se encuentra para la elaboración de sidra.

## Sinónimos
- "Manzana Palacio",[6][7][8]
- "Palazio Sagarra",
- "Musugorri Sagarra",
- "Begizabal Sagarra"
- "Argarate Sagarra".

## Historia
Manzana oriunda del caserío "Argarate" en Urnieta municipio de la provincia de Guipúzcoa situado en la comarca de San Sebastián. Antiguamente  en Urnieta había un caserío de mucha solera llamado "Argarate", cuyos propietarios eran grandes terratenientes, y se apellidaban Palacio, apellido que ha dado nombre a esta variedad de manzana.
'Palacio' es una variedad de manzana cultivada en Guipúzcoa está considerada incluida en las variedades locales autóctonas muy antiguas, cuyo cultivo se centraba en comarcas muy definidas. Se caracterizaban por su buena adaptación a sus ecosistemas y podrían tener interés genético en virtud de su adaptación. Estas se podían clasificar en dos subgrupos: de mesa y de sidra (aunque algunas tenían aptitud mixta). Es muy apreciada en la elaboración de sidra.
'Palacio' es una variedad mixta, clasificada como de cocina, también se utiliza en la elaboración de sidra; difundido su cultivo en el pasado por los viveros comerciales y cuyo cultivo en la actualidad se ha reducido a huertos familiares, y muy apreciada en la elaboración de sidra.

## Características
El manzano de la variedad 'Palacio' tiene un vigor medio, y es muy característico por la abundancia de prominencias en el tronco; florece a inicios de mayo; tubo del cáliz en forma de embudo corto, y con los estambres situados en su mitad.
La variedad de manzana 'Palacio' tiene un fruto de tamaño medio; forma de ovoide a redondeada, y con un contorno de ligera irregularidad; piel gruesa y brillante; con color de fondo amarillo, siendo el color del sobre color rojo, importancia del sobre color alto, siendo su reparto chapa / rayas, presenta alguna pincelada de ruginoso-"russeting" de color pardo verdoso de distribución aleatoria, y una sensibilidad al "russeting" (pardeamiento áspero superficial que presentan algunas variedades) débil; pedúnculo de tamaño corto y fuerte, anchura de la cavidad peduncular es media, profundidad de la cavidad pedúncular es media, en la pared se cubre con un ligero ruginoso-"russeting", y con una  importancia del "russeting" en cavidad peduncular débil; anchura de la cavidad calicina media, profundidad de la cav. calicina media, con un ligero fruncimiento de las paredes de la cavidad calicina, y de la importancia del "russeting" en cavidad calicina débil; ojo pequeño y semiabierto; sépalos triangulares en la base.
Carne de color blanco. Textura crujiente, algo áspera, de mucho zumo y mucho aroma; sabor característico de la variedad, soso-amargo, muy apreciada en la elaboración de sidra; corazón de tamaño medio, desplazado. Eje abierto. Celdas arriñonadas, cartilaginosas de color verde claro. Semillas aristadas, puntiagudas, de tamaño medio, color marrón claro uniforme.
La manzana 'Palacio' tiene una época de maduración y recolección tardía en el otoño, se recolecta desde mediados de octubre. Tiene uso mixto pues se usa como manzana de cocina, y también como manzana muy apreciada para elaboración de sidra.